# Санатрук II (правитель Хатри)
Санатрук II — останній правитель Хатри, що правив приблизно в 200-240. 
Його батьком був його попередник Абдсамія. Він відомий з дев'яти різних написів, знайдених в Хатрі. Деякі з них мають дати, читання яких, однак, викликає труднощі. На одному написі, ймовірно, зазначено 207/208. Іншу дату, висічену на статуї, визначити складніше — це може бути 229/230 або 230/231, або 239/240. 
Від часів правління Санатрука збереглися різні статуї. Одна з них зображує царя, який стоїть. Ще одна поставлена на честь його дружини Аббу. У їхньому шлюбі народилася дочка Дуспарі, відома по статуї, датованій 549 роком Селевкідської ери (238). Друга статуя належить її донці Самаї. 
Відомо також про двох синів Санатрука. Абдсамія, названий на честь діда, був, ймовірно, спадкоємцем трону. Мана, згаданий у написі від 235, правив областю Аравії, розташованої на південний схід від Едеси. Це вказує на те, що Санатрук II розширив територію свого царства. 

## Боротьба з державою Сасанідів
Через загрозу його місту-державі з боку міцніючої держави Сасанідів він звернувся до римлян. У 226/227 відбувся перший, поки безуспішний, напад сасанідського царя Ардашира I на Хатру. Внаслідок Хатра стала римським клієнтським царством і в ній був розміщений римський гарнізон. Але все ж у 240 Хатра була захоплена та позбавлена незалежності. 